# 포즈난 대극장

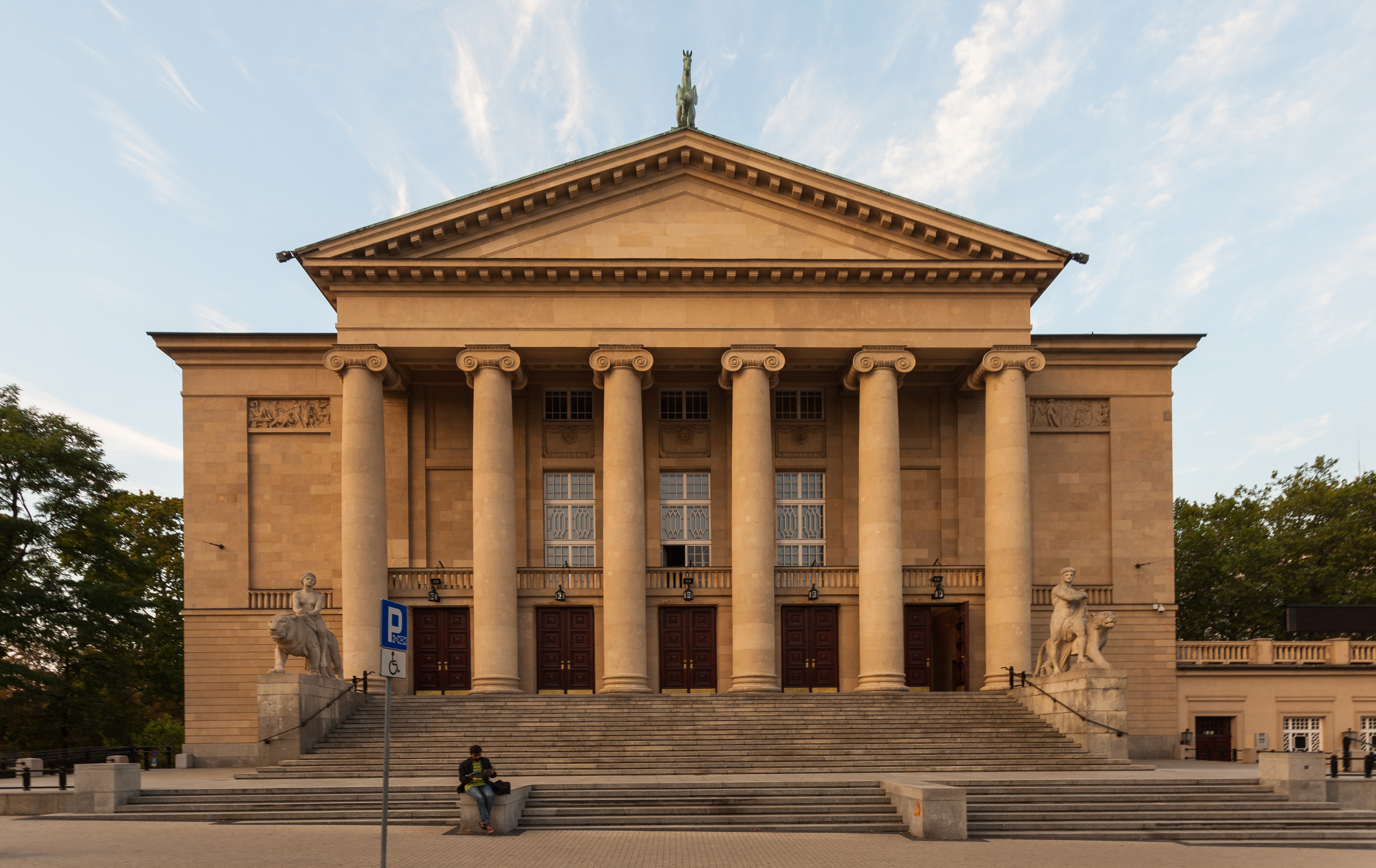
포즈난 대극장

포즈난 스타니스와프 모니우슈코 대극장(폴란드어: Teatr Wielki im. Stanisława Moniuszki w Poznaniu)은 폴란드 비엘코폴스카주 포즈난에 있는 신고전주의 오페라 극장이다. 극장명은 폴란드 작곡가 스타니스와프 모니우슈코의 이름을 따서 명명되었다.
독일 건축가 막스 리트만이 설계 하고 1910년 볼프강 아마데우스 모차르트의 "마술피리"와 함께 개관하였다. 시즌은 9월 중순부터 6월 중순까지이며, 매년 10월에 베르디 축제를 열고 4월에는 ETA 호프만 축제를 연다.